# Proton Juara
O Juara é uma minivan compacta da Proton.